# رود بلین
رود بلین (به لاتین: Belin) یک رود در مغولستان است که در تووا واقع شده‌است.